# لاریسا مرک
لاریسا مرک (روسی: Лариса Викторовна Мерк؛ زادهٔ ۱۶ مارس ۱۹۷۱) قایقران روئینگ اهل روسیه است.